# Чемпионат мира по бобслею 1934
Чемпионат мира по бобслею 1934 года — четвёртый розыгрыш подобного турнира. Соревнования двоек прошли в швейцарском городе Энгельберг, а четвёрок — в немецком городе Гармиш-Партенкирхен. Было разыграно 2 комплекта наград.

## Соревнование двоек
| Медаль  | Команда                                      | Время |
| ------- | -------------------------------------------- | ----- |
| Золото  | Румыния (Александру Фрим, Василе Думитреску) |       |
| Серебро | Германия (Герман фон Мумм, Фриц Шварц)       |       |
| Бронза  | Румыния (Александру Папанэ, Думитру Хуберт)  |       |

## Соревнование четвёрок
| Медаль  | Команда                                                                  | Время |
| ------- | ------------------------------------------------------------------------ | ----- |
| Золото  | Германия (Ханс Килиан, Фриц Шварц, Герман фон Вальта, Себастьян Хубер)   |       |
| Серебро | Румыния (Эмиль Анжелеску, Теодор Попеску, Думитру Георгиу, Ион Грибинча) |       |
| Бронза  | Франция (Жан-де-Суарес до Аулан, Реймс, Бемиш, Жак Бридоу)               |       |

## Медальный зачёт
| Место | Страна   | Золото | Серебро | Бронза | Всего |
| ----- | -------- | ------ | ------- | ------ | ----- |
| 1     | Румыния  | 1      | 1       | 1      | 3     |
| 2     | Германия | 1      | 1       | 0      | 2     |
| 3     | Франция  | 0      | 0       | 1      | 1     |